# Kavita Lorenz
Kavita Lorenz (ur. 5 września 1995 w Berlinie) – niemiecka łyżwiarka figurowa, startująca w parach tanecznych.

## Kariera sportowa
Uczestniczka igrzysk olimpijskich (2018), uczestniczka mistrzostw Europy i świata, trzykrotna mistrzyni Niemiec (2016–2018). Zakończyła karierę amatorską 10 maja 2018 roku.

## Osiągnięcia

### Pary taneczne

#### Z Joti Polizoakisem
| Zawody                        | 15–16          | 16–17          | 17–18          |                |                |                |                |                |                |                |                |                |                |                |                |                |                |
| Międzynarodowe                | Międzynarodowe | Międzynarodowe | Międzynarodowe | Międzynarodowe | Międzynarodowe | Międzynarodowe | Międzynarodowe | Międzynarodowe | Międzynarodowe | Międzynarodowe | Międzynarodowe | Międzynarodowe | Międzynarodowe | Międzynarodowe | Międzynarodowe | Międzynarodowe | Międzynarodowe |
| ----------------------------- | -------------- | -------------- | -------------- | -------------- | -------------- | -------------- | -------------- | -------------- | -------------- | -------------- | -------------- | -------------- | -------------- | -------------- | -------------- | -------------- | -------------- |
| Igrzyska olimpijskie          |                |                | 16             |                |                |                |                |                |                |                |                |                |                |                |                |                |                |
| Mistrzostwa świata            | 17             | 19             | 16             |                |                |                |                |                |                |                |                |                |                |                |                |                |                |
| Mistrzostwa Europy            | 14             | 14             | WD             |                |                |                |                |                |                |                |                |                |                |                |                |                |                |
| GP Skate Canada International |                |                | 8              |                |                |                |                |                |                |                |                |                |                |                |                |                |                |
| CS Nebelhorn Trophy           | 4              | 5              | 3              |                |                |                |                |                |                |                |                |                |                |                |                |                |                |
| CS Golden Spin of Zagreb      |                | 4              | 9              |                |                |                |                |                |                |                |                |                |                |                |                |                |                |
| CS Memoriał Ondreja Nepeli    | 5              | 5              |                |                |                |                |                |                |                |                |                |                |                |                |                |                |                |
| CS Tallinn Trophy             |                |                | 5              |                |                |                |                |                |                |                |                |                |                |                |                |                |                |
| CS Warsaw Cup                 | 5              |                |                |                |                |                |                |                |                |                |                |                |                |                |                |                |                |
| Bavarian Open                 |                | 3              |                |                |                |                |                |                |                |                |                |                |                |                |                |                |                |
| NRW Trophy                    |                | 2              |                |                |                |                |                |                |                |                |                |                |                |                |                |                |                |
| Open d’Andorra                | 1              |                |                |                |                |                |                |                |                |                |                |                |                |                |                |                |                |
| Volvo Open Cup                |                | 2              |                |                |                |                |                |                |                |                |                |                |                |                |                |                |                |
| Krajowe                       |                |                |                |                |                |                |                |                |                |                |                |                |                |                |                |                |                |
| Mistrzostwa Niemiec           | 1              | 1              | 1              |                |                |                |                |                |                |                |                |                |                |                |                |                |                |

#### Z Jewhenem Chołoniukiem
| Mistrzostwa Niemiec | 3 |

### Solistki
| Mistrzostwa Niemiec | 9 J | 11 |